# Germanischer Lloyd

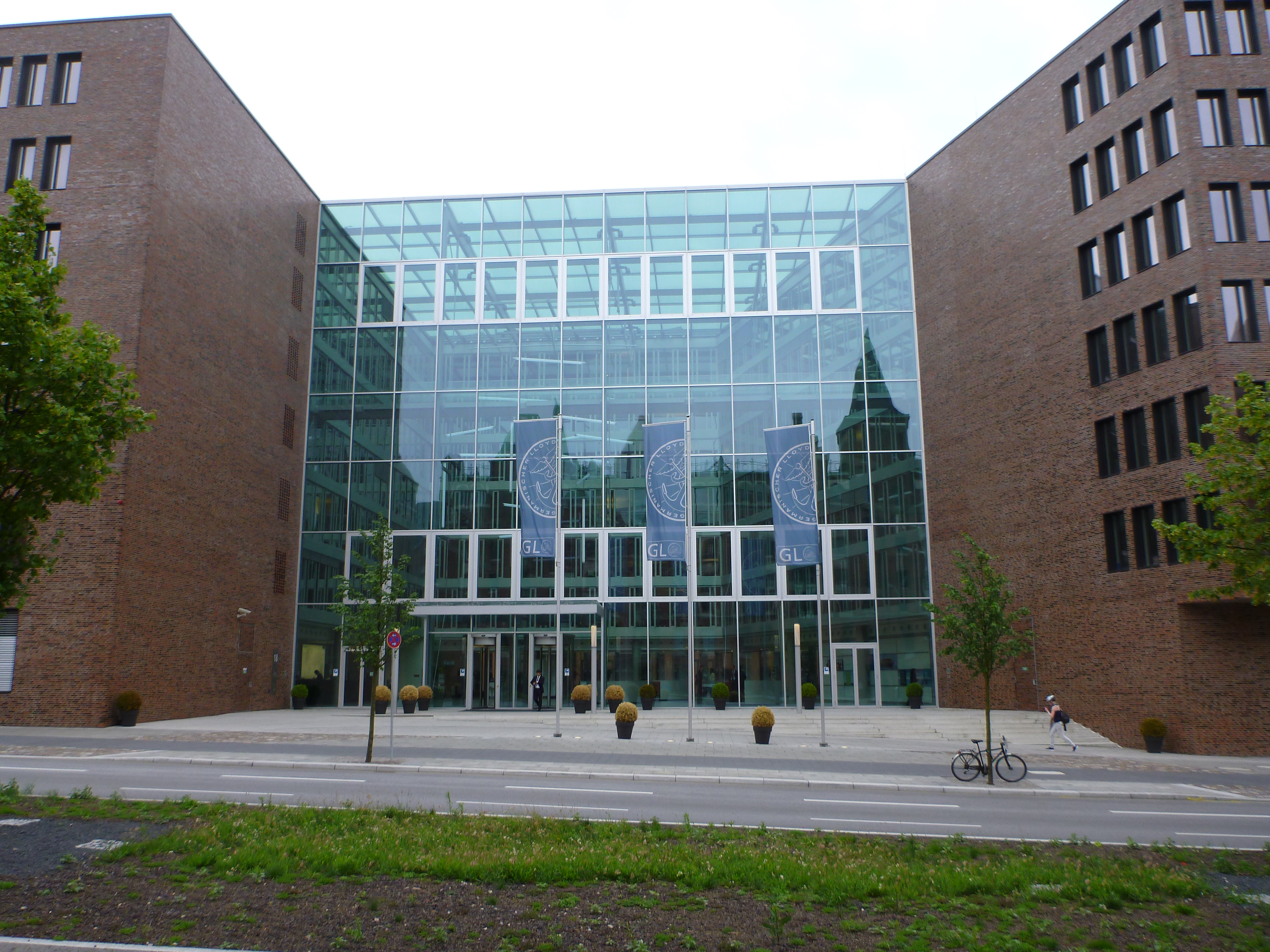
Germanischer Lloyd, Brooktorkai 18, Hamburg-HafenCity

Germanischer Lloyd (GL) – niemieckie towarzystwo klasyfikacyjne powstałe w 1867 roku, z siedzibą centrali w Hamburgu. Powstało w okresie dynamicznego rozwoju cesarskiej floty, jako wyraz chęci uniezależnienia się od istniejących towarzystw klasyfikacyjnych. 
GL wydaje własną księgę rejestrową zawierającą wszystkie nadzorowane statki oraz wszystkie statki niemieckie. 
Germanischer Lloyd jest członkiem IACS.